# DSA-108
La DSA-108 es una carretera perteneciente a la Red Secundaria de la Diputación Provincial de Salamanca que une la  A-50  con la localidad de Nuevo Francos.

## Origen y Destino
La carretera  DSA-108  tiene su origen en Machacón en la intersección con la carretera  A-50 , y termina en el casco urbano de Nuevo Francos, formando parte de la Red de carreteras de Salamanca.